# Berardo Bongiovanni
Berardo Bongiovanni (Roma, ... – Camerino, 12 settembre 1574) è stato un vescovo cattolico e diplomatico italiano.

## Biografia
Nacque a Roma da una famiglia originaria di Recanati. Lo zio Antonio Giacomo era stato a sua volta vescovo di Camerino.
Compiuti gli studi in teologia e diritto, il 5 marzo 1537 papa Paolo III lo nominò vescovo di Camerino. Ricevette la consacrazione episcopale nell'aprile dello stesso anno a Roma.
Dal settembre 1547 al febbraio seguente presenziò al Concilio di Trento, tornandovi dal novembre 1551 fino al febbraio 1552.
Il 3 aprile 1551 era stato designato come nunzio apostolico in Polonia, ma solo il 23 aprile 1560 papa Pio IV lo nominò ufficialmente a quella carica. 
Come nunzio dovette risolvere la crisi tra il papato e il re di Polonia Sigismondo II Augusto, che aveva nominato vescovo di Włocławek Jakub Uchański, accusato di essere filo-protestante. Capì presto che era necessario muoversi con attenzione, per preservare l'esistenza stessa del cattolicesimo in Polonia. Il 2 giugno 1561 ottenne la conferma di Uchański a vescovo, e intervenne per far ratificare la nomina dello stesso ad arcivescovo metropolita di Gniezno.
Nell'aprile 1561 indisse un sinodo dei vescovi polacchi a Włocławek, dove si trattò della lotta contro le eresie e di varie riforme nel campo dell'istruzione dei laici e dei costumi.
Nel maggio 1563 gli succedette Giovanni Francesco Commendone, fino ad allora nunzio apostolico a Venezia. Si ritirò quindi nella sua diocesi.
Da vescovo di Camerino, nel 1553 aveva provveduto a fondare il locale Monte di Pietà. Promosse inoltre la costruzione del palazzo vescovile, il restauro della cattedrale e istituì il locale seminario, uno dei primi in Italia e nel mondo.
Morì nel 1574 e fu sepolto a Roma, nella basilica di Sant'Agostino.

## Successione apostolica
La successione apostolica è:
- Cardinale Giovanni Andrea Mercurio (1545)